# 戈斯京涅 (茲納緬卡區)
48°44′49″N 32°39′11″E / 48.74694°N 32.65306°E
戈斯京涅（烏克蘭語：Гостинне），是烏克蘭中部的村莊，隸屬基洛夫格勒州的克羅皮夫尼茨基區。該村始建於1760年，面積0.82平方公里，海拔高度151米，2001年人口294，人口密度每平方公里358.5人。